# ای. اچ. شپرد

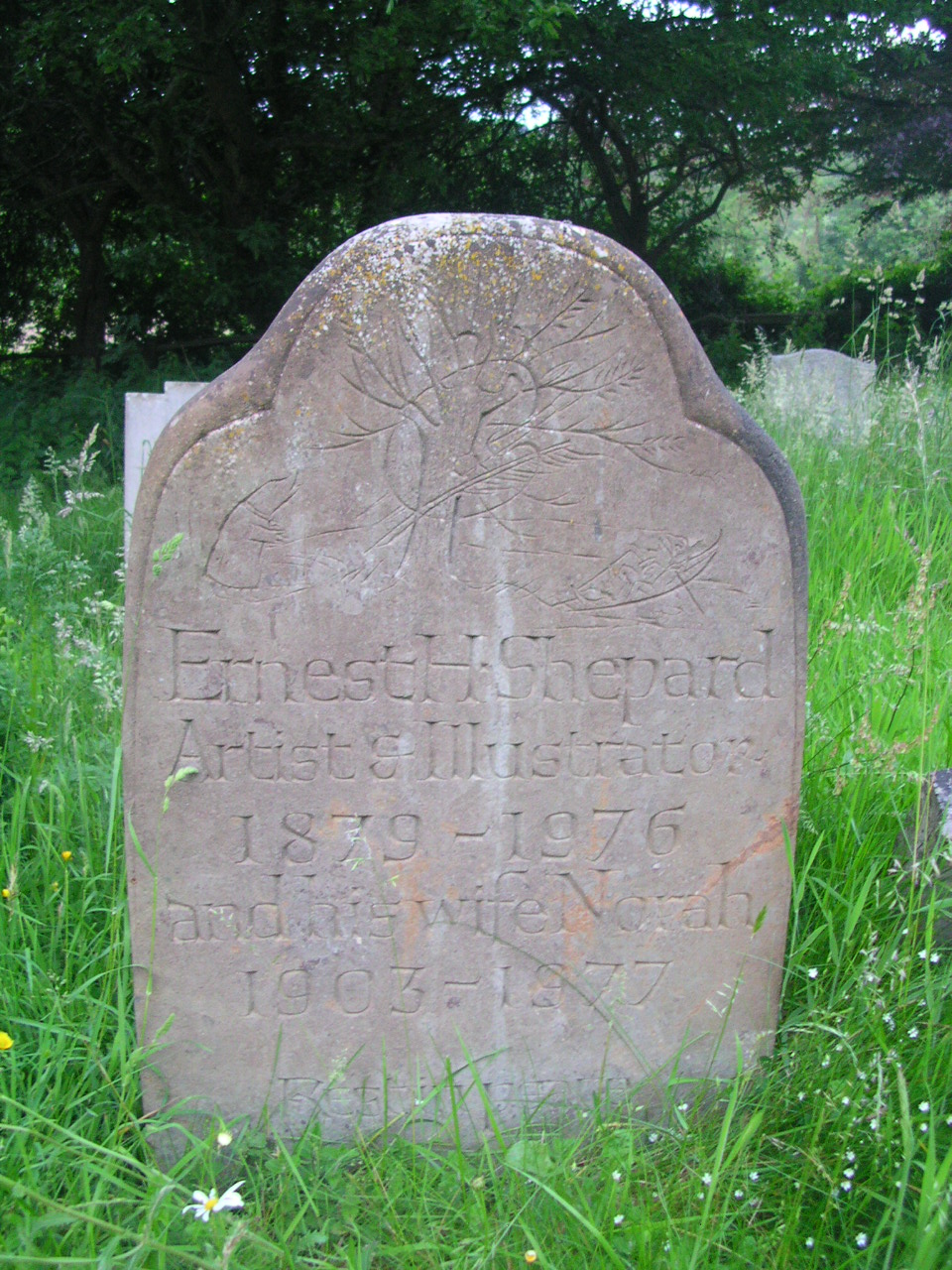
نمایی از سنگ‌مزار ارنست هوارد شپرد، هنرمند انگلیسی - ۲۰۰۷

ارنست هوارد شپرد (انگلیسی: E. H. Shepard) (۱۰ دسامبر ۱۸۷۹ - ۲۴ مارس ۱۹۷۶) دارای نشان امپراتوری بریتانیا، هنرمند انگلیسی و تصویرگر کتاب بود. او به ویژه برای تصویرسازی حیوانات انسان‌انگاری شده و شخصیت‌های اسباب‌بازی در باد در درختان بید و وینی د پو شهرت دارد.